# The Pinball Arcade

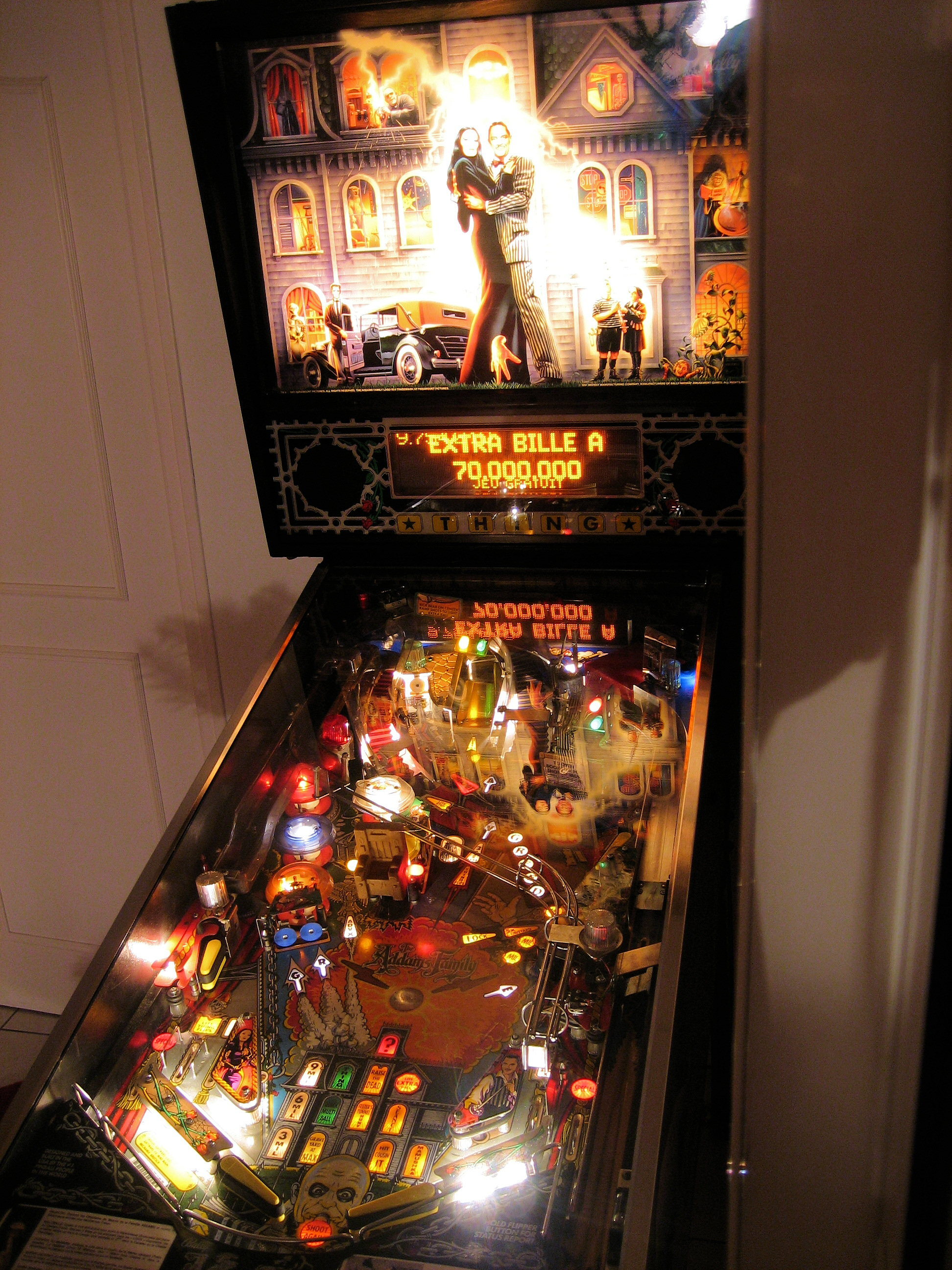
Un flipper ispirato alla famiglia Addams presente in Pinball Arcade

The Pinball Arcade è un videogioco simulatore di flipper pubblicato per diversi sistemi uscito nel 2012. Sfrutta licenze ufficiali di Gottlieb, Bally Technologies, Williams e Stern. I flipper sono tutti rifacimenti di tavoli originali reali, mostrati con prospettiva tridimensionale. Il download è gratuito e comprende il tavolo The Arabian Nights. Gli altri tavoli sono acquistabili a pacchetti, chiamati seasons. A fine 2015 si possono avere in totale 65 tavoli flipper giocabili di vario genere.
Dal 30 Giugno 2018 non sono più presenti le tavole  Williams/Bally perché non è stato rinnovato l'accordo per la distribuzione.

## Tavoli a disposizione
| Nome                              | Casa produttrice | Descrizione                                 |
| --------------------------------- | ---------------- | ------------------------------------------- |
| Flight 2000                       | Stern            | Fantascienza                                |
| Gorgar                            | Williams         | Horror                                      |
| El Dorado City Of Gold            | Gottlieb         | Ricerca della famosa città dell'impero Maya |
| Big Shot                          | Gottlieb         | Biliardo                                    |
| Black Knight                      | Williams         | Medioevale                                  |
| The Addams Family                 | Bally            | Horror                                      |
| Centaur                           | Bally            | Mitologia                                   |
| Fish Tales                        | Williams         | Pesca                                       |
| Black Rose                        | Bally            | Pirati e Corsari                            |
| Attack from Mars                  | Bally            | Fantascienza di serie-B                     |
| The Phantom Of The Opera          | Stern            | Horror                                      |
| Tee'd Off                         | Gottlieb         | Golf                                        |
| Victory                           | Gottlieb         | Corse sportive                              |
| Whirlwind                         | Williams         | Incentrato su un Tornado                    |
| Taxi                              | Williams         | Viaggio a bordo di un Taxi                  |
| Pin*Bot                           | Williams         | Fantascienza                                |
| Black Knight 2000                 | Williams         | Combattimenti medioevali                    |
| Dracula                           | Williams         | Horror                                      |
| Bride of Pin*Bot                  | Williams         | Fantascienza                                |
| Cactus Canyon                     | Bally            | Western                                     |
| The Champion Pub                  | Bally            | Combattimenti di Boxe illegale.             |
| Cirqus Voltaire                   | Bally            | Magie ed esperimenti                        |
| Dr. Dude                          | Bally            | Supereroe di serie-B                        |
| Haunted House                     | Gottlieb         | Horror                                      |
| No Fear Dangerous Sports          | Williams         | Sport Estremi                               |
| Medieval Madness                  | Stern            | Combattimenti medioevali                    |
| No Good Goofers                   | Williams         | Golf                                        |
| Monster Bash                      | Williams         | Horror                                      |
| Elvira And The Party Monsters     | Bally            | Horror                                      |
| Who Dunnit                        | Williams         | Poliziesco                                  |
| F-14 Tomcat                       | Williams         | Combattimenti aerei                         |
| White Water                       | Williams         | Incentrato sull'acqua                       |
| Goin'Nuts                         | Gottlieb         | Scoiattoli nel Parco                        |
| A Murder Mystery                  | Williams         | Poliziesco                                  |
| Cyclone                           | Williams         | Luna Park                                   |
| Diner                             | Williams         | Ristorazione                                |
| Firepower                         | Williams         | Fantascienza                                |
| Ripley Believe It Or Not          | Stern            | Fantascienza                                |
| Safecracker                       | Bally            | Furti                                       |
| Xenon                             | Bally            | Fantascienza                                |
| Funhouse                          | Stern            | Luna Park                                   |
| Harley Davidson Third Edition     | Stern            | Motociclette                                |
| Mary Shelley's Frankenstein       | Stern            | Horror                                      |
| Starship Troopers                 | Stern            | Fantascienza                                |
| The Getaway High Speed II         | Williams         | Automobilismo                               |
| Jack*Bot                          | Williams         | Casa da gioco                               |
| Junkyard                          | Williams         | Autodemolizioni                             |
| High Speed                        | Williams         | Automobilismo                               |
| Twilight Zone                     | Bally            | Fantascienza                                |
| Scared Stiff                      | Bally            | Horror                                      |
| Red & Ted's Road Show             | Williams         | Automobilismo                               |
| Star Trek: The Next Generation    | Williams         | Fantascienza                                |
| Tales Of Arabian Nights           | Williams         | Incentrato su Le mille e una notte          |
| Terminator 2                      | Williams         | Fantascienza                                |
| The Party Zone                    | Bally            | Fantascienza                                |
| Theatre Of Magic                  | Bally            | Esoterismo e magia                          |
| Class Of 1812                     | Gottlieb         | Magia e Horror                              |
| Highroller Casinò                 | Stern            | Casa da gioco                               |
| Lights...Camera...Action!         | Gottlieb         | Set di un film                              |
| Black Hole                        | Gottlieb         | Fantascienza                                |
| Central Park                      | Gottlieb         | Vita quotidiana al parco                    |
| Space Shuttle                     | Williams         | La famosa nave spaziale                     |
| Cue Ball Wizard                   | Gottlieb         | Biliardo                                    |
| Genie                             | Gottlieb         | Il Genio della lampada                      |
| Creature From The Black Lagoon 3D | Bally            | Film horror di serie-B                      |